# Fonsaco
Fonsaco (Crioulo cabo-verdiano, ALUPEC: Fonsaku) é uma vila do município de Mosteiros, em Cabo Verde.

## Vilas próximos ou limítrofes
- Fajãzinha, nordoeste
- Relva, sul